# Oriol Alsina i García
Oriol Alsina Garcia (Arenys de Mar, 19 de febrer del 1967) és l'entrenador de la Unió Esportiva Llagostera. Durant diversos anys va ser director esportiu i segon entrenador d'aquest equip, al costat de l'entrenador Lluís Carrillo Millan. Com a jugador de futbol va passar per Arenys, Rubí, Vilassar, CF Balaguer, Vidreres, Sils, Arbúcies i UE Llagostera. Com a entrenador o director esportiu va aconseguir diversos ascensos amb el Llagostera, fins que el 2014 l'equip assolí la segona divisió del futbol espanyol. Fitxà com a secretari tècnic del Girona FC l'estiu de 2014, però després d'unes desavinences amb la directiva tornà al Llagostera. Al mes d'octubre del 2014 el Llagostera destituí l'entrenador Santiago Castillejo Castillejo, i el tàndem entre Oriol Alsina i Lluís Carrillo Millan, els mateixos que van aconseguir diversos ascensos en el passat, agafaren l'equip.